# Kjell Werner
Kjell Erik Fritiof Werner, född 30 maj 1920 i Lunds stadsförsamling i Malmöhus län, död 16 augusti 2020 i Malmö Sankt Petri distrikt i Skåne län, var en svensk militär och disputerad arkeolog.

## Biografi
Werner avlade studentexamen i Lund 1938. Han avlade marinofficersexamen vid Sjökrigsskolan 1942 och utnämndes till fänrik vid Karlskrona kustartilleriregemente samma år, varefter han 1944 befordrades till löjtnant. Efter att ha gått stabs- och artillerikurserna vid Kungliga Sjökrigshögskolan blev han kapten vid Älvsborgs kustartilleriregemente 1949 och befordrades till major 1958. Han var stabschef och chef för Mobiliserings- och krigsplaneringsavdelningen vid Gotlands kustartillerikår 1959–1962 och chef för Kustartilleriets radarskola 1962–1967, befordrad till överstelöjtnant 1963. År 1967 befordrades han till överste och var chef för Kustartilleriets skjutskola 1967–1969 samt chef för Älvsborgs kustartilleriregemente 1969–1977. År 1977 befordrades han till överste av första graden och var kommendant i Göteborg tillika chef för Göteborgs kustartilleriförsvar och befälhavare för Göteborgs och Bohus försvarsområde 1977–1980. Han lämnade Försvarsmakten 1980.
År 1985 avlade Werner filosofie kandidatexamen vid Göteborgs universitet och 1993 filosofie doktorsexamen i arkeologi vid samma universitet med avhandlingen The megaron during the Aegean and Anatolian Bronze Age. A study of occurrence, shape, architectural adaptation, and function.
Kjell Werner invaldes 1973 som ledamot av Kungliga Örlogsmannasällskapet.

## Familj
Kjell Werner var son till vaktmästaren Gustaf Werner och Selma Forsberg. Han var bror till Sture Werner. De är alla begravda på Norra kyrkogården i Lund.

## Utmärkelser
- Riddare av Svärdsorden, 4 juni 1960.[8]
- Kommendör av Svärdsorden, 5 juni 1971.[9]